# Silva Gallinaria

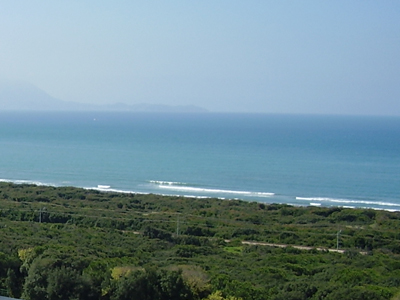
Silva Gallinaria vista da Cuma

La Silva Gallinaria (o Selva Gallinaria) è una ricca boscaglia sempreverde caratterizzata da alberi di leccio e arbusti tipici della macchia mediterranea, che cresce spontaneamente su fondo sabbioso e privo di acqua. 
La Silva Gallinaria, in tempi remoti, probabilmente si estendeva da Cuma fino alla foce del Volturno. Nel corso del tempo si è ridotta e ne rimangono solo alcuni frammenti: una parte si sviluppa da Cuma giungendo fino a Licola ed è chiamata Foresta di Cuma, l'altra parte inizia dal Lago di Patria e giunge alla foce del Volturno prendendo i nomi di Pineta di Patria e Pineta di Castelvolturno . La Selva è parte di due riserve: il Parco Regionale dei Campi Flegrei e la Riserva naturale Foce Volturno - Costa di Licola.
Si ritiene che il nome dato alla foresta, probabilmente, sia associato alla specie Gallinula chloropus, un tempo abbondante nel territorio flegreo.

## Composizione floristica ed endemismi
Tipica del territorio flegreo, un tempo si estendeva senza limiti e separava la spiaggia di Cuma dalla fascia paludosa retrostante, sino ad arrivare alla catena del Massico e al fiume Volturno.
Talvolta la macchia può essere frammista alla Gallinaria Pinus ovvero pineta litoranea.

## La Silva Gallinaria nella storia
Nella zona costiera della Selva nacquero due città: Cuma e Liternum.
Ricordata più volte da autori come Giovenale e Cicerone, in passato fu utilizzata (secondo Strabone) per la costruzione delle navi della flotta di Sesto Pompeo nel corso delle Guerre Civili, causando un massiccio diradamento soprattutto degli alberi di Leccio, ottimi per la qualità del legno essendo loro una varietà di Quercia, mentre altre aree della selva furono destinate al pascolo, in particolare i querceti produttori di ghiande.
Il risultato causato dal depauperamento della cintura arborea, che costituiva una provvidenziale difesa frangivento per le colture retrostanti, ebbe come effetto la bruciatura delle piantagioni, non più riparate dai forti venti di Libeccio e Maestrale che provenivano dal mare, giustificando l'insediamento di filari di pioppi piantati dall'uomo.
In varie epoche, la Silva Gallinaria, fu temutissima dai mercanti per le insidie dei ladri che vi si nascondevano. Gli stessi la usavano anche come covo per il riparo che offriva loro, dovuto all'impenetrabilità della fitta vegetazione.

## Fauna
Il patrimonio faunistico della Selva ospita un'innumerevole varietà di specie animali, in particolare di uccelli palustri che trovano riparo e ristoro dopo le lunghe migrazioni. Vi nidifica il falco pellegrino (Falco peregrinus). 

## Forme di tutela

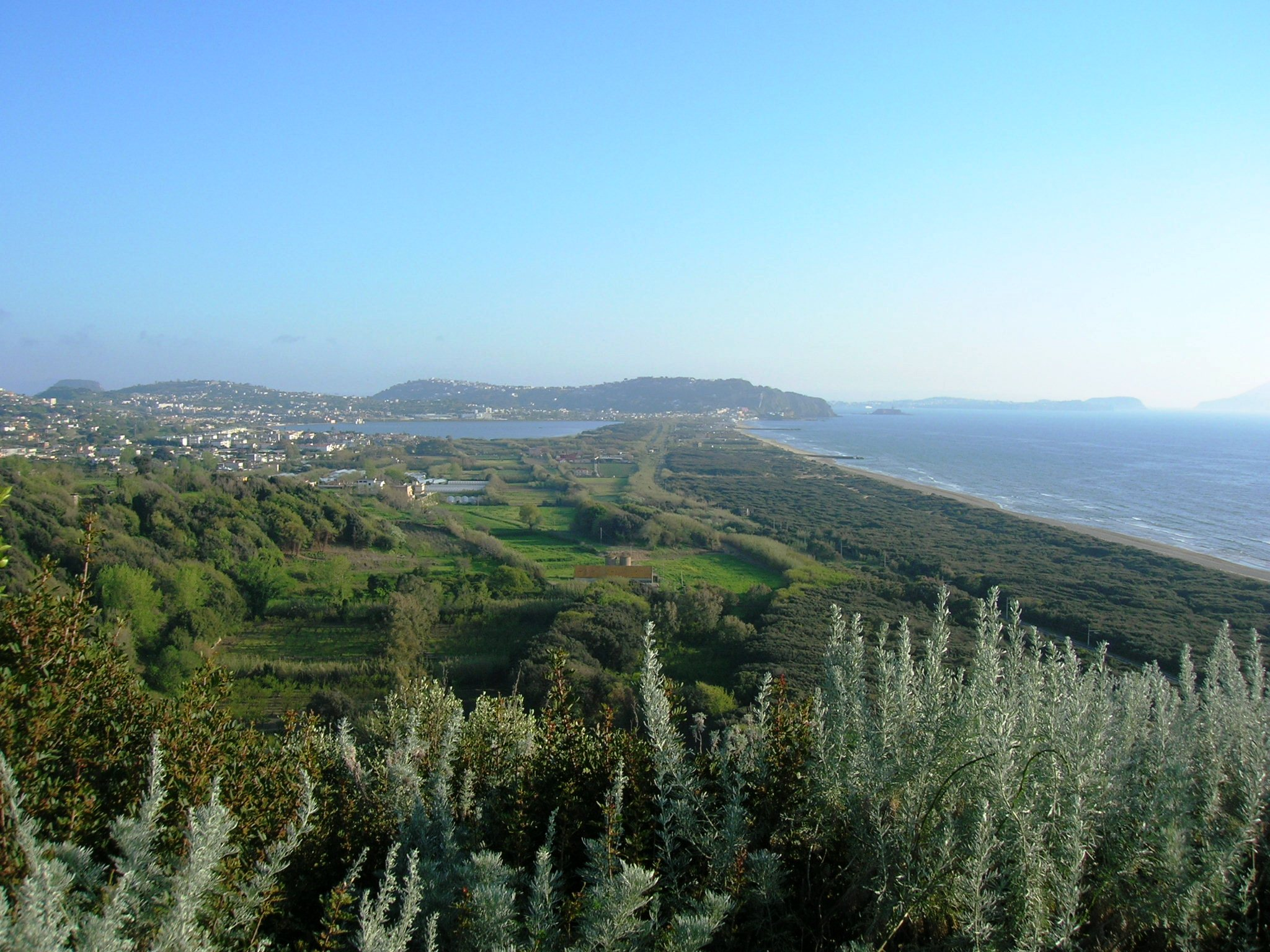
Foresta di Cuma

I frammenti dell'antica foresta costiera sul litorale domizio che sono posti nei comuni di Pozzuoli e Bacoli rientrano nel Parco Regionale dei Campi Flegrei, invece, quelli situati nei comuni di Giugliano e Castel Voltorno rientrano nella Riserva naturale Foce Volturno - Costa di Licola.
La spiaggia di Cuma antistante la Selva, è tutelata da normative europee ed è annoverata tra i siti di importanza comunitaria (SIC) per la presenza di endemismo ed è considerata zona di protezione speciale (ZPS) per il delicato habitat della duna.
Per il suo interessante patrimonio naturalistico e storico è possibile effettuare itinerari didattici organizzati da O.n.l.u.s. presenti sul territorio.